# Anja Lundqvist
Karin Anja Elisabet Lundqvist (født 7. juni 1971) er en svensk skuespillerinde. Hun studerede på Teaterhögskolan i Stockholm fra 1995 til 1999.
Lundqvist vandt i 2024 en Guldbagge for bedste kvindelige birolle i Tillsammans 99 (2023).

## Udvalgt filmografi
- Tillsammans (2000)
- Tusenbröder (tv-serie, 2002-2007)
- Offside (2006)
- När mörkret faller (2006)
- Uskyldigt dømt (tv-serie, 2008)
- Stormen (tv-serie, 2009)
- Stenhuggeren (tv-film, 2009)
- Maria Wern (tv-serie, 2010)
- Vores venners liv (tv-serie, 2010)
- Sune i Grækenland (2012)
- Wallander (tv-serie, 2013)
- Sune på bilferie (2013)
- Sune på fjeldet (2014)
- Gåsmamman (tv-serie, 2015-2019)
- Modus (tv-serie, 2017)
- Alex (tv-serie, 2017-2019)
- Jeg kommer hjem igen til jul (2019)
- Tillsammans 99 (2023)